# Helvetiosoma helveticum
Helvetiosoma helveticum är en mångfotingart som först beskrevs av Karl Wilhelm Verhoeff 1900.  Helvetiosoma helveticum ingår i släktet Helvetiosoma och familjen knöldubbelfotingar. Inga underarter finns listade i Catalogue of Life.